# Rielo de le Erbe
Ne doit pas être confondu avec Rio Priuli ou Rio de le Erbe.

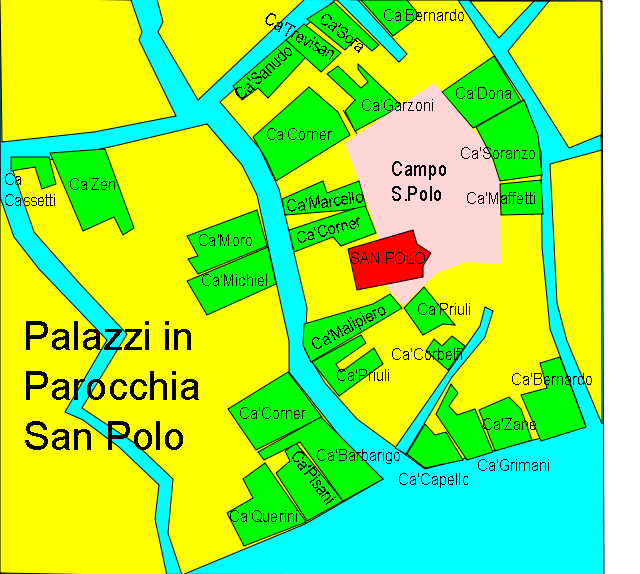
Le rielo derrière le Ca'Cappello en bas du plan

Le rielo de le Erbe (petit canal du pâturage) ou rielo Priuli est un canal de Venise dans le sestiere de San Polo.

## Description
Le rielo de le Erbe a une longueur de 91 mètres. Il part du Rio de San Polo vers le nord-est jusqu'au campo San Polo, où il se termine en cul-de-sac.

## Enfouissement partiel
Jadis, ce rio continuait son chemin en longeant le côté est du campo S. Polo pour rejoindre le rielo de Ca'Bernardo. Le rio fut enfoui en différentes étapes : au début du XVIIIe siècle un pont plat fut superposé sur une partie, puis en 1761 et 1764 des parties furent enfouies. En 1787, il fut enterré, laissant subsister deux petits rielos aux extrémités : le rielo de Sant’Antonio (ou de Ca' Bernardo) au nord et le rielo delle Erbe au sud. Le rio avait au moins sept ponts : quatre privés et trois publics : le pont de l'Erbe à la calle de la Madoneta, le pont de le Cavalle à la calle Cavalli et un troisième pont près de la calle Bernardo. Aujourd'hui, le rio terà del Librer relie le rielo delle Erbe au campo S. Polo, tandis que le rio terà S. Antonio relie le rielo de Ca'Bernardo au campo.

## Situation
Le rio longe :
- le Ca' Priuli.

Ce rio termine son parcours aux alentours du campo San Polo. Il est tout ce qui reste d'une série d'enfouissements exécutés à plusieurs reprises au cours du XVIIIe siècle. Le canal allait à l'origine jusqu'au rielo de Ca'Bernardo.

## Pont
Le rio est traversé par un pont :

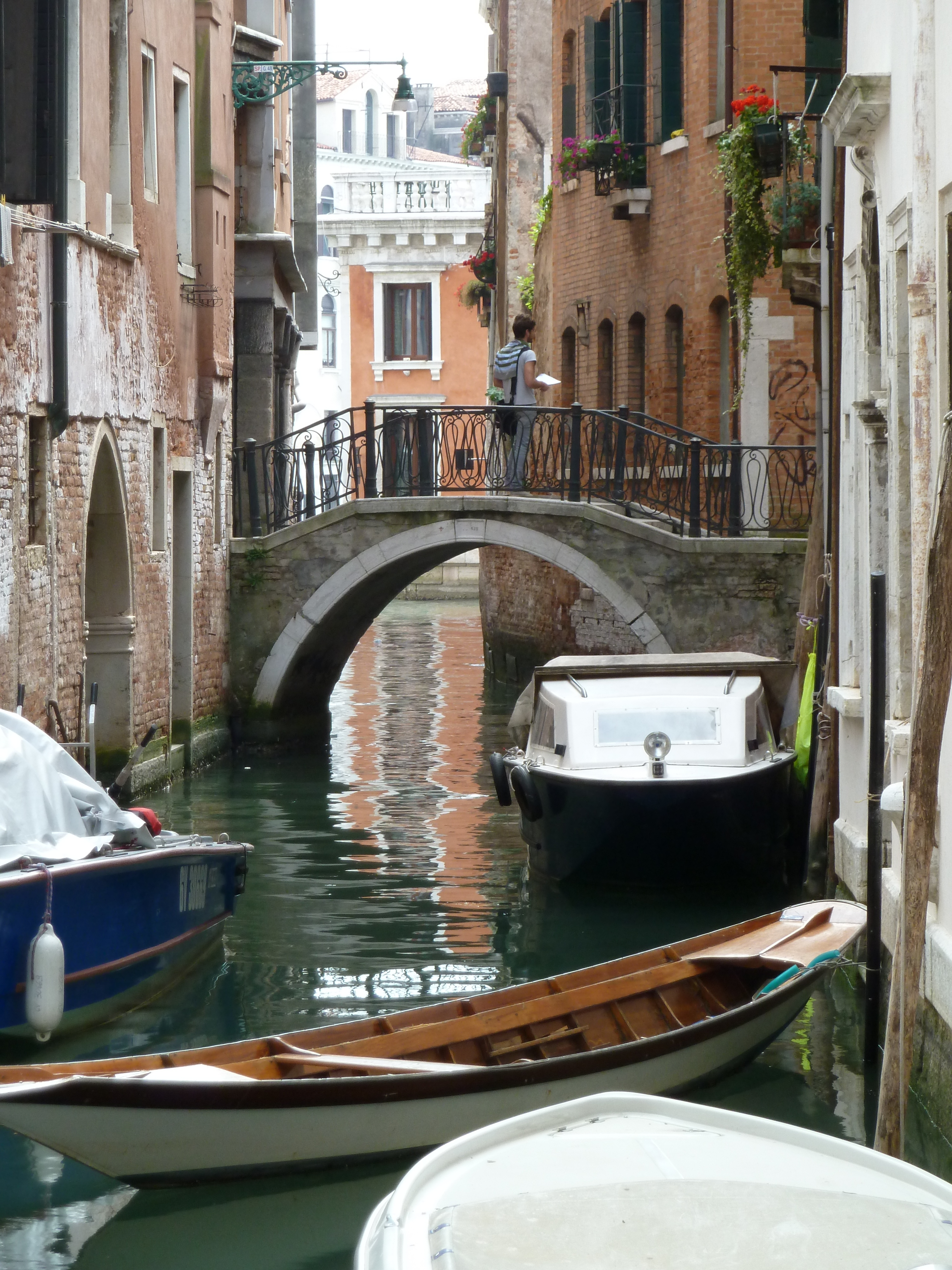
Ponte de Ca' Grimani reliant calle del Magazen et sotoportego de le Erbe